# Afrotethina femoralis
Afrotethina femoralis är en tvåvingeart som först beskrevs av Lorenzo Munari 1981.  Afrotethina femoralis ingår i släktet Afrotethina och familjen Canacidae. Inga underarter finns listade i Catalogue of Life.